# 广西流苏树
广西流苏树（学名：Chionanthus guangxiensis）,原称广西李榄，为木犀科流苏树属下的一个种。产于中国广西。生海拔600米以下的丘陵石灰岩林中。模式标本采自广西龙州。其种加词“guangxiensis”意为“广西的”。